# 司修
司 修（つかさ おさむ、1936年〈昭和11年〉6月25日 - ）は、日本の小説家、画家、装丁家、エッセイスト。産経児童出版文化賞を受賞3回、芥川賞候補にもなっている。法政大学名誉教授。

## 略歴・人物
群馬県前橋市出身。太平洋戦争末期1945年（昭和20年）8月5日、犠牲者535人を出した米軍による前橋空襲に9歳で遭遇し、「広島に原爆が投下された前日。焼け野原の街で実感したのは絶望より『もう戦争はない』という喜び」を心の原風景として、「何もない環境から探し出す生活で、雑草を食べ孟宗竹を裂いて家も建て」て、「生きる執着心をたたき込まれた」。
中学校を卒業後、映画看板師（映画館に設置の宣伝看板の絵を描く仕事）の助手として働きながら、絵を独学。24歳のとき画家を志し上京したが、力不足を痛感し絶望。そんなの折、同じ群馬出身で「日本近代詩の父」と呼ばれた詩人の萩原朔太郎の詩『死なない蛸』を読み、「薄暗い水槽の底で孤独と飢えに耐えるタコ。自らの足や体を食べ、最後に肉体は消滅してしまうが、その憤りや精神力は永遠に生きていく。その詩を読んだ時、自分の絶望感がちっぽけに思え」て、人生観を変えた。
言葉の持つ力に感動した結果、絵本や装丁の仕事も始める。そこで野間宏や大江健三郎、武田泰淳、三島由紀夫ら有名作家の著作本の装丁に携わるうち、「現代文学を読み解き、他者の問題を自分に引き付けて考えるようになった」。そして、自身も執筆活動を始めた。そして「描くことへの貪欲さ、『目に見えないものをいかに表現するか』という絵の姿勢も完成した」。

## 年譜
- 1950年（昭和25年） - 中学校（新制）卒業
- 1953年 - 映画館の看板描きの助手として働きつつ、独学で絵を描き始める
- 1964年 - 主体美術協会の設立に参加
- 1976年 - 『金子光晴全集』の装丁で第7回講談社出版文化賞ブックデザイン賞を受賞
- 1978年 - 『風船乗りの夢』で小学館絵画賞、『はなのゆびわ』で第27回小学館児童文化賞を受賞
- 1980年 - 『私のアンネ=フランク』(松谷みよ子作)で日本児童文学者協会賞を受賞[4]
- 1982年 - 『雪の夜の幻想』(いぬいとみこ作)で第29回サンケイ児童出版文化賞[4]
- 1986年 - 「司修の世界展」（静岡・池田20世紀美術館）[5]
- 1988年 - 『バー螺旋のホステス笑子の周辺』で第100回芥川賞候補 『まちんと』ライプツィヒ国際図書デザイン展金賞[4]
- 1989年（平成元年） - 『河原にできた中世の町 へんれきする人びとの集まるところ』（網野善彦文）で再び第36回産経児童出版文化賞美術賞を受賞
- 1993年 - 『犬（影について、その一）』で第20回川端康成文学賞を受賞
- 1995年 - 司修展（東京・新宿、紀伊国屋画廊）[5]
- 1999年 - 法政大学国際文化学部教授
- 2000年 - 第35回造本装幀コンクール日本印刷産業連合会会長賞[4]
- 2003年 - 『ぼくの良寛さん　鶴見正夫少年詩集』で3度目の第50回産経児童出版文化賞（ニッポン放送賞）
- 2005年 - 法政大学名誉教授
- 2007年 - 『ブロンズの地中海』で第48回毎日芸術賞を受賞
- 2008年 - 『山をはこんだ九ひきの竜』で第55回産経児童出版文化賞美術賞を受賞 河北倫明賞（2008両洋の眼展で）[6]
- 2011年 - ［展覧会］群馬県立近代美術館  司修のえものがたり－絵本原画の世界、『本の魔法』で第38回大佛次郎賞を受賞
- 2013年 - 「賢治＋司修 注文の多い展覧会」（神奈川近代文学館）[5]
- 2016年 - イーハトーブ賞受賞[7]

## 著作
- 『はずかしがりやのぞう』（こぐま社） 1968年
- 『証人 影像戯曲 憂鬱工房』（こぐま社） 1970年
- 『ちびっこわにのぼうけん』（偕成社） 1971年
- 『魔女の森』（サンリオ出版） 1975年
- 『おとうさんだいすき』（文研出版） 1975年
- 『不思議な館』（サンリオ） 1977年
- 『風船乗りの夢』（小沢書店） 1978年
- 『4つのバトンタッチ』（司真実共著、小峰書店） 1980年
- 『壊す人からの指令 司修画集』（小沢書店） 1980年
- 『ウィグルの砂漠とオアシスを往く 司修素描集』（中西画廊） 1980年
- 『描けなかった風景』（河出書房新社） 1981年
- 『汽車喰われ』（福武書店） 1983年 - 短編小説集
- 『青猫 幻想童話館』（東京書籍） 1985年
- 『魔法のぶた』（汐文社、原爆児童文学集） 1985年
- 『夢景色 司修幻想旅行記』（東京書籍） 1985年
- 『歩いてきた風景』（講談社） 1985年
- 『気ままなる旅 装丁紀行』（筑摩書房） 1986年
- 『赤羽モンマルトル』（河出書房新社） 1986年
- 『紅水仙』（講談社） 1987年、のち文庫 - 小説
- 『語る絵』（小沢書店） 1989年
- 『幽子・愛』（講談社） 1990年
- 『夢は逆夢』（白水社、物語の王国） 1990年
- 『奏迷宮』（河出書房新社） 1991年
- 『ブッダの歩いた道』（法蔵館） 1992年
- 『戦争と美術』（岩波新書） 1992年
- 『影について』（新潮社） 1993年
- 『夢の中の遠い声』（法蔵館） 1993年
- 『迷霧』（講談社） 1993年
- 『司修 描くことと書くこと 開館1周年記念特別企画展 司修展図録』（前橋文学館） 1994年
- 『リンゴ わらべうたによる』（ほるぷ出版） 1994年
- 『イーハトーヴォ幻想』（岩波書店） 1996年
- 『賢治の手帳』（岩波書店） 1996年
- 『幸福を求めて』（新書館） 1997年
- 『近代化遺産への旅』（伊藤幸雄写真、上毛新聞社） 1998年
- 『版画』（新潮社） 2000年 - 小説
- 『いのちのえほん』（編、群馬県・童心社） 2001年
- 『アスカ』（ポプラ社） 2004年
- 『「雁の寺」の真実』（水上勉共著、朝日新聞社） 2004年
- 『月に憑かれたピエロ』（河出書房新社） 2004年
- 『ブロンズの地中海』（集英社） 2006年
- 『プロヴァンス水彩紀行』（時事通信出版局） 2006年
- 『影について』（講談社文芸文庫） 2008年
- 『おばあのものがたり』（偕成社） 2008年
- 『戦争と美術と人間 末松正樹の二つのフランス』（白水社） 2009年
- 『蕪村へのタイムトンネル』（朝日新聞出版） 2010年
- 『100万羽のハト』（偕成社） 2011年
- 『司修のえものがたり』（トランスビュー） 2011年
- 『本の魔法』（白水社） 2011年、のち朝日文庫
- 『孫文の机』（白水社） 2012年
- 『絵本の魔法』（白水社） 2013年
- 『幽霊さん』（ぷねうま舎） 2014年
- 『Ōe(おおえ):60年代の青春』（白水社） 2015年

## 挿画
- 『愛と性をめぐる変奏』（中村真一郎）
- 『あかげのゆきおとこ』（杉山径一）
- 『サーカス物語』（ミヒャエル・エンデ）
- 『まちんと』（松谷みよ子）
- 『さるのひとりごと』（松谷みよ子）
- 『三日月村の黒猫』（安房直子）
- 『コンスタンティノープルの渡し守』（塩野七生）
- 『秘密の花園』（バーネット、世界文化社、少年少女世界の名作19）

## 関連人物
- 大江健三郎（小説家） - 多くの著作の装丁を、司が手掛けている
- 中山庸子（エッセイスト・イラストレーター）
- 中沢静雄（小説家・文芸評論家・児童文学者）